# Macintosh External Disk Drive
La unidad de disco externa Macintosh (Macintosh External Disk Drive) es el modelo original de una serie de unidades de disquete externas de 3½ pulgadas fabricadas y vendidas por Apple Computer exclusivamente para la serie de computadoras Macintosh, introducida en enero de 1984. Más tarde, Apple unificaría sus unidades externas para trabajar en plataformas cruzadas entre las líneas de productos Macintosh y Apple II, eliminando el nombre «Macintosh» de las unidades. Aunque Apple había estado produciendo unidades de disquete externas antes de 1984, se desarrollaron exclusivamente para las computadoras Apple II, III y Lisa utilizando el formato estándar de disco flexible de 5¼ pulgadas. Las unidades externas de Macintosh fueron las primeras en introducir ampliamente el nuevo estándar comercial de Sony de disquete rígido de 3½ pulgadas en toda su línea de productos. Apple produjo sólo una unidad externa de 3½ pulgadas exclusivamente para su uso con la serie Apple II llamada «Apple UniDisk 3.5».

## 400K
La unidad de disco externa Macintosh original (M0130) se introdujo con el Macintosh el 24 de enero de 1984. Sin embargo, no comenzaron las entregas hasta el 4 de mayo de 1984, sesenta días después de que Apple se lo prometiera a los distribuidores. Bill Fernandez fue el director del proyecto que supervisó el diseño y la producción de la unidad. La caja de la unidad se diseñó para coincidir con la Macintosh e incluía la misma unidad de 400 kB (un mecanismo de una sola cara de 3½ pulgadas fabricado por Sony) instalado dentro de la Macintosh. Aunque es muy similar a la unidad de 400 kB que reemplazó recientemente a la desafortunada unidad Twiggy del Apple Lisa, había diferencias sutiles relacionadas principalmente con el mecanismo de expulsión. Sin embargo, de manera confusa, todas estas unidades se etiquetaron de manera idéntica. La Macintosh solo podía admitir una unidad externa, lo que limitaba la cantidad de disquetes montados a la vez a dos, pero tanto Apple como otros fabricantes desarrollaron discos duros externos que se conectaban al puerto de disquete de la Mac, que tenía puertos para montar el disco duro externo en una cadena Daisy. El Hard Disk 20 de Apple podía acomodar un disco duro adicional conectado en cadena, así como una disquetera externa.
Los disquetes de 3,5 pulgadas de una cara se habían utilizado en varios microordenadores y sintetizadores a principios de la década de 1980, incluidos los Hewlett Packard 150 y varios MSX. El estándar en todos ellos era MFM con 80 pistas y 9 sectores por pista, lo que da 360 kB por disco. Sin embargo, la interfaz personalizada de Apple utilizaba la grabación codificada en grupo (GCR) y un formato único que coloca menos sectores en las pistas internas más pequeñas y más sectores en las pistas externas más amplias del disco. El disco se acelera al acceder a las pistas internas y se ralentiza al acceder a las externas. Esto se denomina sistema «CAV por zonas»; hay cinco zonas de 16 pistas cada una, la zona más interior tenía 8 sectores por pista, la siguiente zona 9 sectores por pista, y así sucesivamente; la zona más externa tiene 12 sectores por pista. Esto permite más espacio por disco (400 kB) y también mejora la confiabilidad al reducir la cantidad de sectores en las pistas internas que tenían menos superficie física para asignar a cada sector.
La unidad Macintosh externa de 400 kB funcionará en cualquier Macintosh que no tenga un controlador SuperDrive de alta densidad (debido a cambios eléctricos en la interfaz), pero los discos en la práctica solo admiten el sistema de archivos MFS. Aunque un disco de 400 kB puede formatearse con HFS, no se puede arrancar ni se puede leer en un Mac 128 o 512.
Los esquemas de protección contra copias no eran, por varias razones, tan elaborados o generalizados en el software de Macintosh como en el software de Apple II. Primero, las unidades de Mac no ofrecían el mismo grado de control de bajo nivel. Además, Apple no publicó listados de código fuente para las ROM de Mac OS como lo hizo con Apple II. Finalmente, las rutinas de Mac OS eran considerablemente más complejas y el acceso al disco tenía que sincronizarse con el mouse y el teclado.

## 800K
A principios de 1985, estaba claro que Macintosh necesitaba espacio de almacenamiento adicional, en particular un disco duro. Apple anunció su primer disco duro para Mac en marzo de 1985. Sin embargo, el sistema de archivos MFS no admitía subdirectorios, lo que lo hacía inadecuado para un disco duro. Apple rápidamente comenzó a adoptar para Mac el sistema de archivo jerárquico SOS introducido con el Apple III y desde hacía mucho tiempo implementado en ProDOS para la serie Apple II y el Lisa. Este cambio en el sistema de archivo de Mac retrasó la introducción de las unidades Sony de doble cara que Apple tenía la intención de ofrecer tan pronto como la tecnología estuviera disponible, una concesión que hicieron al adoptar las unidades Sony sobre sus propias unidades Twiggy de doble capacidad que habían resultado problemáticas. Sin embargo, basado en el éxito de la unidad de disquete de 3,5 pulgadas para Mac, no hubo tal obstáculo en la implementación inmediata de una unidad de 800 kB para Apple II, por lo que se introdujo al mercado en septiembre de 1985, cuatro meses antes de la versión para Mac. Si bien Apple presentó simultáneamente su nuevo disco duro después de un retraso de 6 meses, optaron por no implementar la nueva unidad de disquete para Macintosh en ese momento.

### Apple UniDisk 3.5
En septiembre de 1985, Apple lanzó su primera unidad de 3½ pulgadas (A2M2053) para la serie Apple II utilizando el nuevo mecanismo de unidad de doble cara de 800 kB de Sony, que no se lanzaría para Macintosh hasta cuatro meses después. La unidad Apple UniDisk 3.5 contenía circuitos adicionales que la convirtieron en una unidad «inteligente» o «smart»; esto lo hacía incompatible con Macintosh, a pesar de tener el mecanismo idéntico del que se usaría más tarde en esta computadora. Sin embargo, si se pasaba por alto la placa de circuito interno (que constaba de su propio CPU, chip IWM, RAM y firmware), podría funcionar en un Macintosh como una unidad de 800 kB. Esto permitió a los usuarios de Mac hambrientos de almacenamiento la capacidad de duplicar la capacidad de su disco 5 meses antes de que Apple pusiera oficialmente a disposición una unidad de 800 kB para Mac. En ese entonces, el disco de inicio HD20 venía con HFS y un nuevo controlador Sony que admitía unidades de 800 kB (además del HD20). Irónicamente, aunque la unidad demostraría ser significativamente más rápida que la unidad anterior de 400 kB, se ralentizó específicamente para adaptarse al procesador más lento de 1 MHz del Apple II. Tenía el color y estilo de diseño Snow White, para combinar con el Apple IIc y tenía un conector de paso para la adición de una segunda cadena Daisy. Se conectaba directamente al puerto de disco del Apple IIc (aunque los IIc originales necesitaban una actualización de ROM) y requería una placa de interfaz especializada en los modelos anteriores de Apple II. Más tarde, también funcionaría directamente con el puerto de disco incorporado en las Apple IIc Plus y Apple IIGS a través de la compatibilidad con versiones anteriores. Esto no se recomendó para las dos últimas máquinas, ya que la unidad Apple de 3,5" era más rápida. Continuó vendiéndose para su uso con Apple IIc y IIe, que no podían usar el reemplazo posterior de Apple de 3½ pulgadas, hasta el rediseño de Apple IIc Plus en 1988 y la placa controladora de disco Apple II 3.5 lanzada en 1991. Apple desarrolló un DuoDisk 3.5 que contenía dos unidades apiladas verticalmente, pero nunca la comercializó. El formato de 3½ pulgadas no era muy popular en la comunidad del Apple II (excluyendo el Apple IIGS de 16 bits) ya que la mayoría del software se lanzó en el formato de 5¼ pulgadas para adaptarse a las unidades Disk II ya en uso.

### Unidad externa Macintosh 800K

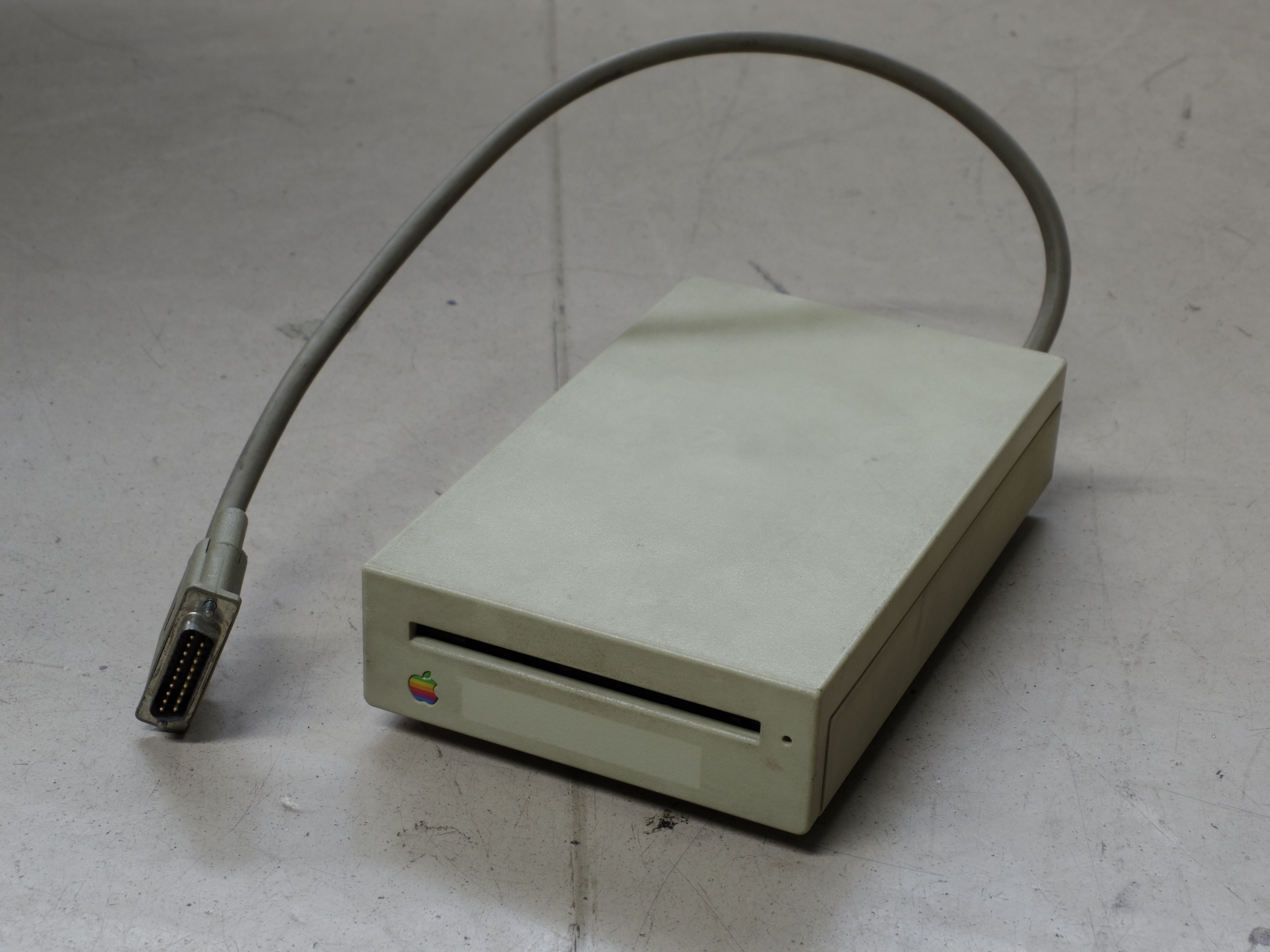
Unidad externa Macintosh 800K

En enero de 1986, Apple introdujo el Macintosh Plus que tenía una unidad de disco Sony de doble cara con capacidad de 800 kB y utilizó el nuevo formato de disco HFS, que proporciona directorios y subdirectorios. Esta unidad se instaló en una caja externa con el nombre Unidad externa Macintosh 800K (M0131), que era más delgada que la unidad anterior de 400 kB. Podía usarse con modelos Macintosh excepto para el 128K original, que no podía cargar el formato de disco HFS. La unidad admitía los discos de una cara de 400 kB más antiguos, lo que les permitía compartirlos. El uso de GCR de Apple con velocidad variable (como se usaba en la unidad de 400 kB) acomodó una mayor capacidad de almacenamiento que sus contrapartes de PC de 720 kB. Además, el mecanismo era mucho más silencioso y significativamente más rápido que su predecesor. Diseñado principalmente para ejecutarse en Macs con la nueva ROM de 128 kB que contenía el código necesario para admitir la unidad, podía usarse con Mac con ROM más antiguas de 64 kB si se cargaba el software adecuado de la carpeta system de un Hard Disk 20 en la RAM de Mac. La unidad controlaba su propia velocidad y ya no dependía de una señal externa de la Mac, que estaba bloqueada en los primeros mecanismos de la unidad compatibles solo con Macintosh. Los mecanismos universales posteriores, que se utilizaron por primera vez en el Apple II para acomodar señales patentadas, requirieron cables especiales para aislar la señal de velocidad de la Mac, para evitar daños en la unidad. Sin embargo, con su mayor capacidad de almacenamiento combinada con 2 a 4 veces la RAM disponible en el Mac Plus, el disco externo era menos necesario que con sus predecesores. Sin embargo, dado que la única opción para agregar almacenamiento adicional eran los discos duros extremadamente costosos, un año después Apple aumentó el número máximo de unidades de disquete a las que se podía acceder simultáneamente a tres en el Macintosh SE (el Macintosh Portable fue el único otro Mac que lo hizo).

### Unidad Apple de 3,5"
A partir de septiembre de 1986, Apple adoptó una estrategia unificada de productos multiplataforma que eliminaba esencialmente los periféricos específicos de la plataforma cuando era posible. El Apple 3.5" Drive (A9M0106), es un disco externo 800K lanzado junto con la computadora Apple IIGS, y reemplazó al disco externo Macintosh 800K de color beige. Funciona tanto en el Apple IIGS  como en el Macintosh. Viene en una carcasa similar al UniDisk, pero en gris platino. Al igual que el UniDisk 3.5, la unidad Apple 3.5" incluye características específicas de Apple II, como un botón de expulsión manual del disco y una conexión de cadena Daisy que permite conectar dos unidades a una computadora Apple II. Sin embargo, el Macintosh solo puede acomodar una unidad externa e ignora el uso del botón de expulsión. A diferencia de la unidad externa Macintosh 800K, la unidad Apple 3.5" se puede usar de forma nativa con computadoras Macintosh 128K y 512K de 64 kB ROM sin el HD20 INIT, aunque solo con discos formateados a 400K MFS. Diseñado como un reemplazo universal de la unidad externa, la unidad Apple 3.5" finalmente se hizo compatible con los restantes modelos Apple II en producción con la introducción de Apple IIc Plus y la placa controladora de disco Apple II 3.5 para el Apple IIe.

## 1,44 MB
Tras el éxito de la implementación en Macintosh del formato de 3½ pulgadas, también fue adoptado ampliamente por la industria de las computadoras personales. Sin embargo, la mayoría de la industria adoptó un esquema de formato de MFM diferente a una velocidad de rotación fija, incompatible con el propio GCR de Apple con velocidad variable, lo que resultó en una unidad menos costosa, pero con una capacidad menor (720 kB en lugar de 800 kB). En 1987 se desarrolló un formato de «alta densidad» basado en MFM más nuevo y mejor que IBM introdujo por primera vez en sus sistemas PS/2, duplicando la capacidad de almacenamiento anterior para 1,4 MB. En la búsqueda de Apple de compatibilidad cruzada con sistemas basados en DOS y Windows para atraer a más clientes comerciales, adoptaron el nuevo formato, lo que lo confirma como el primer disquete de la industria ampliamente usado. Sin embargo, Apple no pudo aprovechar los sistemas de velocidad fija menos costosos de las computadoras basadas en IBM, debido a su incompatibilidad con sus propios formatos de velocidad variable.

### Unidad Apple FDHD
Más tarde, rebautizada como Apple SuperDrive (G7287), la Apple FDHD (Floppy Disk High Density) se introdujo en 1989 como la primera unidad de disquete Apple externa de 1,44 MB de doble cara de alta densidad de 3½ pulgadas. Admite todos los formatos de disquete de 3,5" de Apple, así como todos los formatos de PC estándar (por ejemplo, MS-DOS, Windows), lo que permite que Macintosh lea y escriba todos los disquetes estándar de la industria. La unidad externa se ofreció solo brevemente con soporte para Apple II, llegando tarde en la vida de ese producto. Para aprovechar el almacenamiento extendido y las nuevas capacidades de la unidad, se requirió el nuevo chip controlador de disquete SWIM (Sander-Wozniak Integrated Machine) presente en Macintosh y Apple II, este último requiere la placa controladora de disco Apple II 3.5 que integraba el chip. Si la unidad estaba conectada a un Macintosh antiguo, Apple IIGS o Apple IIc Plus con el chip IWM (Integrated Woz Machine) más antiguo, la unidad actuaría como una unidad estándar de 800K, sin ninguna capacidad adicional. La tarjeta de interfaz era necesaria para que Apple IIGS hiciera uso de su mayor capacidad de almacenamiento y capacidad para manejar formatos de PC. Apple IIe no podía utilizar la unidad de ninguna forma, a menos que tuviera instalada la tarjeta de interfaz especializada, al igual que el UniDisk 3.5 que reemplazó el SuperDrive. La última Mac con la que se pudo usar fue la Classic II y se suspendió poco después. La unidad se instaló en todos los Mac de escritorio desde su introducción y se eliminó con la introducción del iMac en 1998. Las Mac PowerPC eliminaron las unidades originales de Sony de carga automática y pasaron a un mecanismo de carga manual.

### Disquetera externa Macintosh HDI-20 de 1,4 MB
Fabricada exclusivamente para su uso con la línea Macintosh PowerBook, la Unidad de disquete externa de 1,44 MB Macintosh HDI-20 (M8061) contenía una versión más delgada y de bajo consumo del SuperDrive y utilizaba un pequeño conector privativo HDI-20 cuadrado, en lugar del conector de escritorio estándar DE-19 más grande, y fue alimentado directamente por la computadora portátil. Tenía una carcasa gris oscuro a juego y una cubierta de acceso que se abría para formar un soporte. La unidad externa se vendió opcionalmente para aquellos PowerBooks que no tenían unidad incorporada, sin embargo, el mecanismo de unidad idéntico se incluyó internamente en algunos modelos de PowerBook, que de otra manera no tenían ninguna disposición para acomodar una unidad externa.

### Disquetera Macintosh PowerBook 2400c
Compatible solo con el PowerBook 2400c, el Macintosh PowerBook 2400c Floppy Disk Drive (M4327) usaba un conector Molex exclusivo en lugar del conector HDI-20 anterior. Posiblemente debido a la herencia de diseño de IBM del 2400c, tanto la unidad como la computadora utilizan los mismos conectores que las unidades de disquete externas IBM ThinkPad de la misma época; sin embargo, las unidades IBM no son compatibles eléctricamente. La unidad se suspendió en 1998 y sería la última unidad de disquete externa fabricada por Apple.